# Jaworze
Jaworze (in tedesco: Ernsdorf) è un comune rurale polacco del distretto di Bielsko-Biała, nel voivodato della Slesia.
Ricopre una superficie di 21,32 km² e nel 2004 contava 6 453 abitanti.